# Пембрукшир
 Пе́мбрукшир  (англ. Pembrokeshire [ˈpembrʊkʃər], валл. Sir Benfro [ˈsiːr ˈbɛnvrɔ]) — унитарная административная единица Уэльса (округ) со статусом графства (англ. county).
Унитарная единица образована Актом о местном управлении 1994 года.
Область расположена в западном Уэльсе и граничит на востоке с областями Кармартеншир и Кередигион.
Территория Пембрукшира сформирована в соответствии с границами традиционного графства Пембрукшир.
Основными городами области являются: Пембрук-Док, Пембрук, Хаверфордуэст, Милфорд-Хейвен и Сент-Дейвидс.

## Достопримечательности
- Замок Мэнорбир
- Замок Пембрук
- Дольмен Пентре-Ифан
- Национальный парк Пембрукшир-Кост